# Chacoikeontus
Chacoikeontus is een geslacht van hooiwagens uit de familie Gonyleptidae.
De wetenschappelijke naam Chacoikeontus is voor het eerst geldig gepubliceerd door Roewer in 1929. 

## Soorten
Chacoikeontus is monotypisch en omvat slechts de volgende soort:
- Chacoikeontus clavifemur